# Leve Boerenliefde
Leve Boerenliefde is een Nederlandse speelfilm van filmregisseur Steven de Jong. De film werd uitgebracht op 13 mei 2013 en is een productie van Phanta Vision en Hector BV, in samenwerking met Steven de Jong Producties. Het scenario schreef De Jong samen met Dick van den Heuvel.

## Synopsis
Het verhaal van Leve Boerenliefde draait om boer Jelte Heeg (Cas Jansen), die na het verlies van zijn vrouw weinig zin heeft in een nieuw romantisch avontuur - al helemaal niet met iemand die het boerenleven niet begrijpt. De meest onwaarschijnlijke vonk die kan overspringen, is die tussen hem en Wenda van Zwol (Tatum Dagelet), de populaire presentatrice van kijkcijferkanon Leve Boerenliefde. Als die datingshow uitgerekend op zijn erf een nieuw seizoen komt opnemen, lijkt het een ultieme botsing van culturen te worden. Tegen alle vooroordelen over stadsmensen en boeren in, bloeit er tussen het jonge groen een bijzondere liefde op.
De gemeente dwingt hem zijn windturbine uit te schakelen omdat die de radiocommunicatie voor de datingshow stoort, maar de provincie dwingt hem die ingeschakeld te laten, op straffe van een hoge dwangsom. De producent van de datingshow heeft connecties waardoor hij dit kan oplossen, maar dan moet Jelte meedoen met de liveshow. Hij gaat noodgedwongen akkoord, maar kiest in de show niet voor een kandidaat, maar voor presentatrice Wenda.

## Productie
De productie van de film ging in 2011 van start. De film werd in de herfst van 2012 opgenomen in Friesland (Sexbierum, Jellum, Firdgum, Sneek en Bolsward), evenals in Den Haag, Hilversum en Rotterdam.
Op 13 mei 2013 ging de film in première in Theater Tuschinski in Amsterdam. Vanaf 16 mei draaide de film in de bioscoop.

## Cast
- Cas Jansen – Jelte Heeg
- Tatum Dagelet – Wenda van Zwol
- Rense Westra – Berend
- Thomas Dudkiewicz – Steef
- Dirk Zeelenberg – Kenneth
- Lotte Driessen – Annelies
- Jamai Loman – Evert
- Waldemar Torenstra – Helder
- Marit van Bohemen – Aggie Helder
- Aiko Beemsterboer – Miek Heeg
- Dion Kwint – Lee Heeg
- Frans Zwaagstra – Frans Zwaagstra
- Marco Maas – Marco
- Syb van der Ploeg – Rockboer
- Bob Wind – Visboer Visscher
- Erben Wennemars – IJsboer Wennemars
- Frans de Wit – Johnny

- Koert-Jan de Bruijn – Agent Sanders
- Gerard Joling – Gerard Joling
- Maik de Boer – Maik de Boer
- Sanne Wallis de Vries – Sonja
- Roos Smit – Make-up meisje
- Bram Moszkowicz – Bram Moszkowicz
- Kim Pieters – Advocate
- Lourens van den Akker – Technicus
- Albert Verlinde – Albert Verlinde
- Winston Gerschtanowitz – Winston Gerschtanowitz
- Joop Atsma – Politicus
- Harry Vermeegen – Verslaggever Vermeegen
- Annelieke Bouwers – Hielkje
- Willem de Beukelaer – Regisseur
- Arjen Rooseboom – Parkeerwachter 1
- Ruben Arnhem – Parkeerwachter 2
- Wybren Floris - Jongen uit Friesland